# Bromacanthus
Genre
Bromacanthus est un genre de collemboles de la famille des Lepidocyrtidae.

## Liste des espèces
Selon Checklist of the Collembola of the World (version du 25 août 2019) :
- Bromacanthus elongatus Yoshii, 1981
- Bromacanthus flavidulus Yoshii, 1981
- Bromacanthus halmaherae Yoshii, 1983
- Bromacanthus handschini Schött, 1925
- Bromacanthus orientalis (Handschin, 1930)
- Bromacanthus palawanicus Yoshii, 1983
- Bromacanthus sago Yoshii & Suhardjno, 1992
- Bromacanthus seramensis Yoshii, 1989
- Bromacanthus setigerus (Börner, 1906)
- Bromacanthus wallacei Yoshii & Greenslade, 1993

## Publication originale
- Schött, 1925 : Collembola from Mt. Murud and Mt. Dulit in Northern Sarawak. Sarawak Museum Journal, vol. 3, p. 107-127 (texte intégral).